# هربرت غيبونز
هربرت غيبونز (12 مارس 1905 في المملكة المتحدة - 13 يناير 1963 في المملكة المتحدة) (بالإنجليزية: Herbert Gibbons)‏ هو لاعب كريكت بريطاني (وحمل سابقاً جنسية المملكة المتحدة لبريطانيا العظمى وأيرلندا). لعب مع نادي مقاطعة هامبشاير للكريكت ‏.

## وصلات خارجية
- هربرت غيبونز على موقع إي آس بي آن كريك إنفو (الإنجليزية)